# Vidya Balan
Vidya Balan (IPA: [ʋɪd̪jaː baːlən]) (Ottapalam, 1º gennaio 1978) è un'attrice indiana.

## Biografia
Ha iniziato la sua carriera recitando in alcuni video musicali, spot pubblicitari e soap opera.
Al cinema ha debuttato con un film in bengali, Bhalo Theko, nel 2003.
Bollywood le ha aperto le porte con la pellicola Parineeta, nel 2005.
Ha fatto una apparizione speciale in Om Shanti Om.

## Filmografia parziale
- Bhalo Theko, regia di Gautam Haldar (2003)
- Parineeta, regia di Pradeep Sarkar (2005)
- Lage Raho Munna Bhai, regia di Rajkumar Hirani (2006)
- Guru, regia  di Mani Ratnam (2007)
- Salaam E Ishq: A Tribute To Love, regia di Nikkhil Advani (2007)
- Eklavya: The Royal Guard, regia di Vidhu Vinod Chopra (2007)
- Heyy Babyy, regia di Sajid Khan (2007)
- Bhool Bhulaiyaa, regia di Priyadarshan (2007)
- Om Shanti Om, regia di Farah Khan (2007)
- Halla Bol, regia di Rajkumar Santoshi (2008)
- L'amore porta fortuna (Kismat Konnection), regia di Aziz Mirza (2008)
- Paa, regia di R. Balki (2009)
- Ishqiya, regia di Abhishek Chaubey (2010)
- No One Killed Jessica, regia di Raj Kumar Gupta (2011)
- Urumi, regia di Santosh Sivan (apparizione speciale) (2011)
- Thank You (थैंक यू), regia di Anees Bazmee (2011)
- Dum Maaro Dum, regia di Rohan Sippy (2011)
- The Dirty Picture, regia di Milan Luthria (2011)
- Kahaani, regia di Sujoy Ghosh (2012)
- Ferrari Ki Sawaari, regia di Rajesh Mapuskar (2012)
- Ghanchakkar, regia di Raj Kumar Gupta (2013)
- Shaadi Ke Side Effects, regia di Saket Chaudhary (2013)
- Hamari Adhuri Kahani, regia di Mohit Suri (2015)